# Maria Grazia Grassini
Maria Grazia Grassini (Roma, 9 novembre 1937 – Roma, 3 luglio 2019) è stata un'attrice italiana.

## Biografia
Maria Grazia Grassini, nata a Roma nel 1937,  ha iniziato la sua carriera in teatro lavorando con Leo De Berardinis e proseguendo con Quartucci, Scabia e Filippini. 
Diventata attrice professionista nel 1963 ebbe il suo esordio al cinema nel film Omicron di Ugo Gregoretti. Nel 1970 recita per Luigi Zampa nel film Contestazione generale.
Dal 1973 al 2001 ha recitato in numerosi sceneggiati e film per la televisione italiana. Nel 1994 nel film Senza pelle interpreta il ruolo della mamma del protagonista interpretato da Kim Rossi Stuart. Un film importante nella carriera dell’attrice con il ruolo da protagonista è Vecchie, scritto e diretto da Daniele Segre: presentato alla Mostra del cinema di Venezia (2002, sezione Nuovi Territori) e all'Annecy cinéma italien di Annecy, il film ricevette il premio per la migliore interpretazione femminile sia per Maria Grazia Grassini (Letizia) che alla sua amica e collega Barbara Valmorin (Agata), coautrici del testo.  Nel 2003, la pellicola diventa uno spettacolo teatrale, Vecchie, vacanze al mare.
L'ultima interpretazione è del 2004 con il film Il resto di niente. Muore la sera del 3 luglio 2019.

## Vita privata
Ebbe una relazione sentimentale con Pippo Baudo.

## Filmografia

### Cinema
- Omicron, regia di Ugo Gregoretti (1963)
- Contestazione generale, regia di Luigi Zampa (1970)
- Senza pelle, regia di Alessandro D'Alatri (1994)
- Vecchie, regia di Daniele Segre (2002)
- Il resto di niente, regia di Antonietta De Lillo  (2004)

### Televisione
- Qui squadra mobile, regia di Anton Giulio Majano - miniserie TV (1973)
- Il dipinto, regia di Domenico Campana - miniserie TV (1974)
- Gamma, regia di Salvatore Nocita - serie TV (1975)
- Dov'è Anna?, regia di Piero Schivazappa - miniserie TV (1976)
- Albert e l'uomo nero, regia di Dino B. Partesano - miniserie TV (1976)
- Camilla, regia di Sandro Bolchi - miniserie TV (1976)
- Solo la verità, regia di Dino B. Partesano - miniserie TV (1976)
- Ligabue, regia di Salvatore Nocita  - miniserie TV (1977)
- Morte di un seduttore di paese, regia di Nanni Fabbri - film TV (1978)
- Così per gioco, regia di Leonardo Cortese- miniserie TV (1979)
- La vedova e il piedipiatti, regia di Mario Landi - miniserie TV (1979)
- Fermate il colpevole, regia di Mario Cajano (1980).
- Riccardo III (da Shakespeare) secondo Carmelo Bene, regia di Carmelo Bene - film TV (1981)
- La nemica, regia di Nanni Fabbri - film TV (1984)
- Avvocati, regia di Giorgio Ferrara - serie TV (1998)
- Una donna per amico, regia di Rossella Izzo - serie TV (1998)
- Nanà, regia di Alberto Negrin - film TV (2001)